# Андреас Фоленвајдер
Андреас Фоленвајдер (Цирих, 4. октобар 1953) је швајцарски музичар, харфиста, аутор и интерпретатор. Његова музика се често сврстава у жанрове светска музика (world music), џез, нововремена (new age) и чак класична. Два његова албума су била број 1 на Билбордовој врх листи истовремено у категоријама класична, џез и поп музика више од 11 недеља. Његов основни инструмент је модификована електрична харфа сопствене конструкције, али он такође користи и разне друге инструменте, међу осталима и кинески гученг. Његова музика је првенствено инструментална мада понекад употреби и вокале у композицијама.
До сада је сарађивао са многим познатим именима, међу којима су најпознатији Боби Мекферин, Керли Сајмон, Џиван Гаспарајан, Лучијано Павароти, хор Лејдисмит Блек Мамбазо, Карлос Нуњез, Реј Андерсон и Милтон Насименто.
Андреас Фоленвајдер јавно истиче своје политичко убеђење пацифисте (следбеник је начела ненасилног решавања сукоба како је заговарао Махатма Ганди) и често користи Гандијеве цитате. Међу осталим стварима на свом веб-сајту је поставио бројач жртава (ирачких и америчких) рата у Ираку.

## Биографија
Фоленвајдер је рођен 4. октобра 1953. године у Цириху у Швајцарској, у породици Ханса Фоленвајдера, композитора и клавијатуристе. Окружен многим инструментима и самоук открива харфу 1975. године. Овај инструмент прилагођава, конструише електриоакустичну харфу и развија специфичан и препознатљив звук и стил музике. Убрзо почиње да компонује за филм, позориште и телевизију.

### Почетак каријере
Први албум Eine Art Suite in XIII Teilen објављује 1979. године у Швајцарској, а први јавни наступ има 1981. године на џез фестивалу у Монтреу. У јесен исте године издаје свој други албум Behind The Gardens, Behind The Wall, Under The Tree... (Иза вртова, иза зида, под дрветом...).
Следећи албум Caverna Magica, је издат 1983. године. Сингл Pace Verde ("Green Peace", „Зелени мир“) са овог албума је посвећен мировним и еколошким покретима и за тај ангажман добија Едисонову награду у Амстердаму.

### Средина осамдесетих до деведесетих
Албум White Winds (Бели ветрови)је издат 1984. године и појавио се коначно на америчким топ-листама. Турнеја по Америци је почела 1985, укључујући и наступе у Кенеди центру, Карнеги холу, Радио Сити холу и Јуниверзал амфитеатру. Његов четврти албум Down To The Moon (Доле до Месеца) из 1987. године, добија Греми награду. Фоленвајдер потом иде на турнеју по Европи, Јапану, Канади, Америци и Аустралији.
Његов пети албум Dancing With The Lion (Плешући са лавом) издат 1989. године, представља промену у начину како Фоленвајдер прави своју музику. На претходним албимума је наступала једна устаљена екипа музичара, док се сада одлучио да позове многе госте који су донели са собом различите стилове. За овај албум је Фоленвајдер лично режирао два видео-спота. Потом 1991. године следи албум са називом Book of Roses (Књига ружа) на коме је знатно више присутан симфонијски звук.
У Монаку 1992. године добија Светску музичку награду и изводи добротворни концерт за децу жртве Чернобиљске катастрофе на Црвеном тргу у Москви.

### Друга половина деведесетих
Албум Eolian Minstrel излази 1994. године и означава још једну музичку промену. Претходни албуми су били првенствено инструментални, уз гласовну подлогу без текста. На овом албуму је текстове писао Фоленвајдер, а певали су Карли Сајмон и Елиза Гилкисон. Следећи албум који је претежно садржавао певане композиције ће се појавити тек 11 година касније, али ипак ће стихови надаље представљати значајан део Фоленвајдерове музике.
Период између 1994. и 1997. је означен серијом концерата, а поготово су битни концерти Павароти и пријатељи у Модени у Италији, и на живописним локацијама, као што је концерт на 2500 метара надморске висине у јужним Алпима са Цукером и Фестивал визуелне музике у вулканској пећини код Ланцеротеа.
Албум Kryptos је изашао 1998, садржавао је претежно симфонијску музику, а на албуму наступају музичари из свих крајева света. Током лета ради на следећем албуму Wolkenstein је први пут одсвиран током прославе 150-годишњице оснивања кантона Цирих те исте године.
Године 1999. излази албум Cosmopoly је повратак „светској музици“ и садржи гостовања Карли Сајмон, пијанисте Абдулаха Ибрахима, певача и песника Милтона Насимента, Боби Мекферина, свирача дудука Џивана Каспарјана и тромбонисте Реја Андерсона. На турнеји која је уследила многи од ових музичара су се појављивали на концертима.

### 2000. и после
Фоленвајдерове такозване „симфонијске приче“ „Приче из Кира Китана“ се премијерно изводе на Варшавском фестивалу филмске музике 2002. године. Исте године је компоновао и извео комад „Сократ - свитање цивилизације“ са Родом Стигером у улози Сократа.

Од тада је Фоленвајдер заузет извођењем своје музике на многим фестивалима и издањима компилацијских албума и ДВД-ова. Године 2005. се појављује VOX, који представља још један његов албум са значајним вокалних композиција. Овога пута је сам Фоленвајдер најчешће у улози интерпретатора. Његов најновији албум се зове Midnight Clear и изашао је 2006. године.